# Karl Friesen
Karl Friesen (* 30. Juni 1958 in Winnipeg, Manitoba, Kanada) ist ein ehemaliger deutsch-kanadischer Eishockeytorwart. Er wurde vierfacher Deutscher Meister und war langjähriger Nationalspieler. Eine Besonderheit war sein friedliebendes Wesen, das sich im Spiel darin äußerte, dass er bei Raufereien beschämt das Eis verließ. Gegen ihn wurden nur wenige Strafzeiten verhängt.

## Karriere
Aufgewachsen in Kanada, wechselte er von den St. Boniface Mohawks (SAL) zur Saison 1980/81 in die Eishockey-Bundesliga zum SB DJK Rosenheim, mit dessen Mannschaft er 1982 seinen ersten deutschen Meistertitel gewann.
Nachdem er ein Angebot von den New Jersey Devils für die National Hockey League (NHL) bekommen hatte, wechselte er im Sommer 1985, nach der zweiten deutschen Meisterschaft mit Rosenheim, nach Nordamerika, wo er erst bei den Maine Mariners in der American Hockey League (AHL) und dann bei den New Jersey Devils eingesetzt wurde – aber wegen seiner Passivität und Konfliktscheu im rasanten und rauen Spielbetrieb nie richtig Fuß fassen konnte. Während der Saison 1986/87 kehrte er zum SB DJK Rosenheim in die Bundesliga zurück, wo er bis zur Saison 1991/92 das Tor hütete und 1989 seinen dritten deutschen Meistertitel gewann.
Im Sommer 1992 wechselte er von Rosenheim nach München zum EC Hedos, mit dessen Mannschaft er 1994 seine vierte deutsche Meisterschaft erreichte. Bei Einführung der Deutschen Eishockey Liga (DEL) im Sommer 1994 blieb er in München bei den Maddogs München bis zu deren Spielbetriebseinstellung im Dezember 1994. Zur Saison 1995/96 wechselte er zurück nach Rosenheim zu den Starbulls Rosenheim, wo er wegen Rückenproblemen seine aktive Karriere beendete.
Friesen verharrte oft stoisch auf der Linie, ohne ins Spiel einzugreifen, nahm also eine passive Torwartrolle ein. Er galt als eher schlechter Schlittschuhläufer.
Nach seinem Karriereende arbeitete Friesen unter anderem als Sportdirektor der Bietigheim Steelers sowie als Trainer der University of Manitoba.

### International
Während seiner Karriere in der deutschen Nationalmannschaft nahm er an den Weltmeisterschaften von 1981, 1982, 1983, 1985, 1987, 1989 sowie an den Olympischen Winterspielen von 1984, 1988 und 1992 teil.

## Erfolge und Auszeichnungen
- 1982 Spieler des Jahres der Bundesliga
- 1982 Deutscher Meister mit SB DJK Rosenheim
- 1985 Deutscher Meister mit SB DJK Rosenheim
- 1986 Harry „Hap“ Holmes Memorial Award (gemeinsam mit Sam St. Laurent)
- 1989 Spieler des Jahres der Bundesliga
- 1989 Deutscher Meister mit SB DJK Rosenheim
- 1994 Deutscher Meister mit EC Hedos München

## Privates
Friesen gehört den Mennoniten an, einer Glaubensgemeinschaft, deren Namensgeber Menno Simons aus Friesland stammt, der Herkunftsregion seiner nach Winnipeg ausgewanderten Eltern. Neben seiner sportlichen Laufbahn war er auch Laienprediger. Mit seiner Frau Judy hat er zwei Kinder.